# Jane Brigode
Jane Brigode (nacida Jane Ouwerx, 30 de mayo de 1870 - 3 de mayo de 1952) fue una liberal y política belga. Desde 1940 hasta 1945 fue copresidenta del Partido Liberal. En 1921, ella y Marthe Boël fundaron la Union des femmes libérales de l'arrondissement de Bruxelles y en 1923 fundaron, junto con Alice De Keyser-Buysse, la Federación Nacional de Mujeres Liberales .

## Biografía
Jane Brigode fue una de las pocas mujeres de su época que cursó estudios superiores. Se licenció como profesora, pero parece que nunca ejerció esta profesión. Se casó con el arquitecto François Ouwerx, con quien tuvo cuatro hijos.

### Compromiso feminista
Desde principios del siglo XX, Brigode se implicó en el activismo feminista.En 1901, redactó un proyecto de ley que permitía a las mujeres formar parte del consejo de familia, que dio lugar a la ley del 10 de agosto de 1909, y un proyecto de ley que autorizaba a las mujeres a testificar en los documentos del estado civil, que se adoptó el 7 de enero de 1908.
En 1902, participó en la conferencia internacional feminista celebrada en Bruselas, como secretaria. En 1903, se convirtió en tesorera de la Liga Belga por los Derechos de la Mujer, fundada por Marie Popelin en 1892, luego en miembro de su comité central y finalmente en secretaria en 1908.
Cuando se creó el Consejo de Mujeres Belgas en 1905, se unió a él en nombre de la Liga. Primero fue secretaria de la comisión legislativa y luego presidenta. También participó en el sector educativo y fue miembro de la Ligue de l'enseignement de 1912 a 1927. Hizo campaña a favor de la igualdad de derechos entre profesores y profesoras.
A partir de 1913, se convirtió en la jefa de la Liga Belga por los Derechos de la Mujer, sucediendo a Marie Popelin a su muerte. Ese mismo año, el 10 de febrero, participó en la fundación de la Federación Belga para el Sufragio Femenino.
Durante la Primera Guerra Mundial, las actividades feministas se redujeron. El 8 de agosto de 1914, Jane Brigode fundó, junto con Louise van den Plas y Marguerite Nyssens, la Unión Patriótica de Mujeres Belgas, una asociación principalmente patriótica y caritativa que fomentaba la ayuda mutua entre las mujeres, y que continuó sus actividades tras el final del conflicto.

### Sufragio femenino
Una vez restablecida la paz, los socialistas y los liberales piden la introducción del sufragio universal para los hombres de 21 años; los católicos apoyan esta demanda a condición de que se introduzca al mismo tiempo el sufragio femenino. Los socialistas y los liberales se opusieron violentamente a esta exigencia, aunque dentro del Partido Socialista las posiciones se mantuvieron divididas, principalmente por razones estratégicas.
La Federación Belga para el Sufragio Femenino, dirigida por Jane Brigode (liberal), Louise Van den Plas (católica) y Céline Dangotte-Limbosch (socialista), organizó manifestaciones, peticiones y conferencias en todo el país con la colaboración del Consejo Nacional de Mujeres Belgas.
El movimiento fue apoyado por revistas feministas como Le Féminisme chrétien de Louise Van den Plas y La Ligue, órgano de la Ligue du Droit des Femmes, y La Ligue Constance Teichmann, que había sido creada en 1910 en Amberes por Elisabeth Belpaire para organizar las obras sociales de las mujeres cristianas. Aunque no se oponen abiertamente a la reivindicación del derecho de voto de las mujeres, las principales asociaciones católicas no son favorables, pues temen que la política desvíe a las mujeres de sus tareas "femeninas ".
Finalmente, se alcanzó un compromiso en el Parlamento y, el 15 de abril de 1920, se aprobó la ley que establecía el sufragio femenino para las elecciones locales. Una ley del 19 de febrero de 1921 también los hizo elegibles. Como las elecciones comunales ya habían tenido lugar, una nueva ley de 27 de agosto de 1921 confirmó que las mujeres podían ser burgomaestres o concejalas, con la autorización previa de sus maridos si estaban casadas. Sin embargo, esto fue sólo una victoria a medias que no satisfizo a las feministas y no convenció a los opositores. Así, los proyectos de ley que siguieron, destinados a ampliar el derecho de voto de las mujeres en las elecciones provinciales, no fueron aprobados.

### El Partido Liberal
Jane Brigode se afilia al Partido Liberal y en 1920, junto con Marthe Boël, organiza el primer congreso de mujeres.
En 1921, cuando se celebraron las primeras elecciones en las que podían participar las mujeres, Jane Brigode fue concejala liberal ininterrumpidamente hasta 1946 y también ocupó el cargo de concejal de Educación Pública, a pesar de la oposición de los socialistas que se oponían al nombramiento de una mujer, hasta 19271 y luego de 1933 a 1936 o 1946.
En 1921, también junto con Marthe Boël, fundó la Unión de Mujeres Liberales del distrito de Bruselas. La Federación del distrito de Bruselas siguió oponiéndose completamente al sufragio femenino para las elecciones provinciales y legislativas, a pesar de los esfuerzos de Marthe Boël y Brigode.
En 1923, junto con Alice De Keyser-Buysse, fundaron la Federación Nacional de Mujeres Liberales, a la que Jane Brigode representaba en el Consejo Nacional del partido1. El propósito de la Federación era coordinar los esfuerzos de los grupos políticos de mujeres liberales, ayudar en la propaganda liberal, especialmente entre las mujeres, e interesar a las mujeres en el movimiento político y estudiar las cuestiones políticas y sociales que preocupan a las mujeres.
Durante la década de 1930, también se unió a las asociaciones feministas que defendían la libertad de las mujeres para trabajar tras el proyecto de ley Rutten para reducir el derecho de las mujeres casadas a trabajar .
En el periodo de entreguerras, Brigode se convirtió en una figura importante del liberalismo bruselense. A partir de 1924, también participó en una campaña contra el "libertinaje y la inmoralidad" con la Liga Nacional Belga contra el Peligro Venéreo y la Unión Patriótica de Mujeres Belgas, que había fundado en 1914.
De 1937 a 1947, Brigode fue copresidenta del Partido Liberal belga. Tras la dimisión del presidente, asumió la presidencia del partido de forma clandestina durante la Segunda Guerra Mundial, organizando reuniones ilegales en su casa.
Después de la guerra, fue naturalmente un hombre quien asumió la presidencia del Partido Liberal. Sin embargo, Jane Brigode fue la primera mujer en dirigir un partido, más de treinta años antes de que Antoinette Spaak asumiera el liderazgo del FDF.
Desde 1921, las mujeres pueden votar para el Senado, bajo ciertas condiciones muy restrictivas relacionadas con la guerra, pero pueden ser elegidas o cooptadas para esta asamblea en las mismas condiciones que los hombres, excepto que las mujeres casadas deben tener el consentimiento de su marido. En 1946, Jane Brigode se presentó como candidata al Senado por el Partido Liberal, pero recibió pocos votos. El Partido Liberal decidió cooptar a otra mujer, Georgette Ciselet, aunque no tenía experiencia como política electa, a diferencia de Jane Brigode, que había ocupado varios mandatos y fue presidenta durante el periodo de entreguerras. Georgette Ciselet se convierte así en la primera mujer liberal que ocupa un escaño en el Parlamento.
También participó en otras asociaciones militantes, como la Liga de Familias Numerosas y la Liga contra el Cáncer.

## Premios y reconocimientos
- Caballero de la Orden de Leopoldo.[8] y Oficial de la Orden de Leopoldo II.
- En 2020 la Real Casa de la Moneda belga acuñó una moneda conmemorativa en su honor.[9]